# Larga (okręg Bacău)
Larga – wieś w Rumunii, w okręgu Bacău, w gminie Dofteana. W 2011 roku liczyła 1110 mieszkańców.